# Abdelkhalek Torres
Abdelkhalek Torres (1910 - 27 de maio de 1970) foi um jornalista e líder nacionalista de Marrocos. Esteve baseado em Tetouan durante a época do Protetorado Espanhol em Marrocos.
A sua peça de 1934 Intissar al haq (A Vitória do Direito), "ainda é considerada a primeira peça [teatral] marroquina publicada" de acordo com o académico Kamal Salhi.
A sua atividade política a partir da década de 1930 culminou com a independência de Marrocos em 1956. Nos seus últimos anos de vida, Torres foi embaixador na Espanha e no Egito, e depois ministro da Justiça.